# Ibn Yunus (astronomo)
Abū al‐Ḥasan ʿAlī ibn Abī Saʿīd ʿAbd al‐Raḥmān ibn Aḥmad ibn Yūnus b. ʿAbd al‐Aʿlā al‐Ṣadafī al-Miṣrī, noto anche con lo pseudonimo di Ibn Yūnus (in arabo ﺍﺑﻦ ﻳﻮﻧﺲ‎?; Fustat, 950 – Il Cairo, 6 giugno 1009), è stato un astronomo egiziano arabo, di fede islamica.
Ibn Yūnus - il cui nome completo era Abū al‐Ḥasan ʿAlī ibn Abī Saʿīd ʿAbd al‐Raḥmān ibn Aḥmad ibn Yūnus b. ʿAbd al‐Aʿlā al‐Ṣadafī al-Miṣrī (in arabo أبو الحسن علي بن أبي سعيد عبد الرحمن بن أحمد بن يونس بن عبد الأعلى الصدفي المصري‎?) - fu uno dei maggiori astronomi egiziani, la cui fama travalicò di molto l'epoca fatimide in cui visse.
Autore di un colossale Zīj (Tavola astronomica) - l'al‐Zīj al‐kabīr al‐Ḥākimī (Il grande Zīj di al-Ḥākim -, di esso sopravvivono solo tre ampi lacerti, in manoscritti conservati a Leida (MS Cod. Or. 143), Parigi e Oxford (MS Hunt. 331).
Un altro suo lavoro fu un corpus di Tavole di astronomia sferica per il calcolo del tempo liturgico (essenziale per determinare l'inizio e la fine delle giornate rilevanti sotto il profilo religioso, come l'inizio del digiuno del mese lunare di ramadan e la sua fine, o l'inizio del hajj), che seguitarono a essere usate al Cairo fino alla fine del XIX secolo.
Gli è stato dedicato un cratere sulla Luna, il Cratere Ibn Yunus.